# Айкануш Даниелян
Айкануш Багдасаровна (Анна Борисовна) Даниелян (на арменски: Հայկանուշ Դանիյելյան; 1893 – 1958) е арменска и съветска оперна певица (лирико-колоратурно сопрано), музикална педагожка. Народен артист на СССР (1939).

## Биография
Родена е на 3 (15) декември в Тифлис, сега Тбилиси (Грузия).
През 1920 г. завършва Петроградската консерватория в класа на Наталия Ирецкая.
През 1920 – 1922 г. изнася представления в Петроград. През 1922 – 1932 г. е солистка на Грузинската опера и балет „Палиашвили“. През 1924 г. участва в оперна трупа под ръководството на Александър Мелик-Пашаев и Шара Талян (спектакли в Ленинакан и Ереван).
От 1933 до 1948 г. е солист на Арменския театър за опера и балет „Спендиаров“.
Изпълнява ролята на концертна певица (изпълнява песни на „Комитас“, произведения на арменски, руски и западноевропейски композитори).
През 1943 – 1951 г. преподава в Ереванската консерватория „Комитас“ (през 1943 – 1948 г. е ръководител на вокална катедра, от 1949 г. – професор).
Член на КПСС (б) от 1941 г. Депутат на Върховния съвет на СССР (2 конгреса, 1946 – 1950 г.). Депутат на Върховния съвет на Арменската ССР на I и III конгрес.
Умира на 19 април 1958 г. в Ереван. Погребана е на Тохмахското гробище.

## Награди и звания
- Народен артист на СССР (1939)
- Сталинска награда I степен (1946) – за изпълнението на партиите на Антонида и Маргарита Валоа в оперите „Иван Сусанин“ на Глинка и „Хугеноти“ на Майербер.
- Орден Ленин (4 ноември 1939 г.)
- Орден Червено знаме на труда (24 ноември 1945 г.)
- Медал „За доблестен труд по време на Великата отечествена война 1941 – 1945 г.“
- Други медали

## Избрани партии
- „Ануш“ на Армен Тигранян – Ануш
- „Аршак II“ на Тригран Чухаджян – Олимпия
- „Царската булка“ на Николай Римски-Корсаков – Марта
- „Иван Сусанин“ на Михаил Глинка – Антонида
- „Хугеноти“ на Джакомо Майербер – Маргарита Валоа
- Травиата на Джузепе Верди – Виолета
- „Отело“ на Верди – Дездемона
- „Риголето“ на Верди – Джилда
- „Севилският бръснар“ на Джоакино Росини – Розина
- „Мадам Бътерфлай“ на Джакомо Пучини – Чо-Чо-Сан.

### Филмография
- 1941 – „Арменски киноконцерт“.

## Памет
- През 2000 г. в Армения е издадена пощенска марка, посветена на Даниелян.